# قوائم الملك رمسيس الثاني
يحتوي المعبد التذكاري لرمسيس الثاني ، والذي يُطلق عليه أيضًا اسم معبد الرامسيوم على مشهد (قائمة) لفراعنة مصر . نُشرت القائمة لأول مرة من قبل جان فرانسوا شامبليون في عام 1845 ،  وبعد أربع سنوات نشرها كارل ريتشارد ليبسيوس . 
يُظهر السجل العلوي للصرح الغربي الثاني قوافل يتم فيها تكريم أسلاف رمسيس الثاني في احتفالات عيد مين . تحتوي على 19 من اللفائف بأسماء 14 فرعونا. الجدير بالذكر أن حتشبسوت وفراعنة العمارنة تم حذفهم من القائمة.

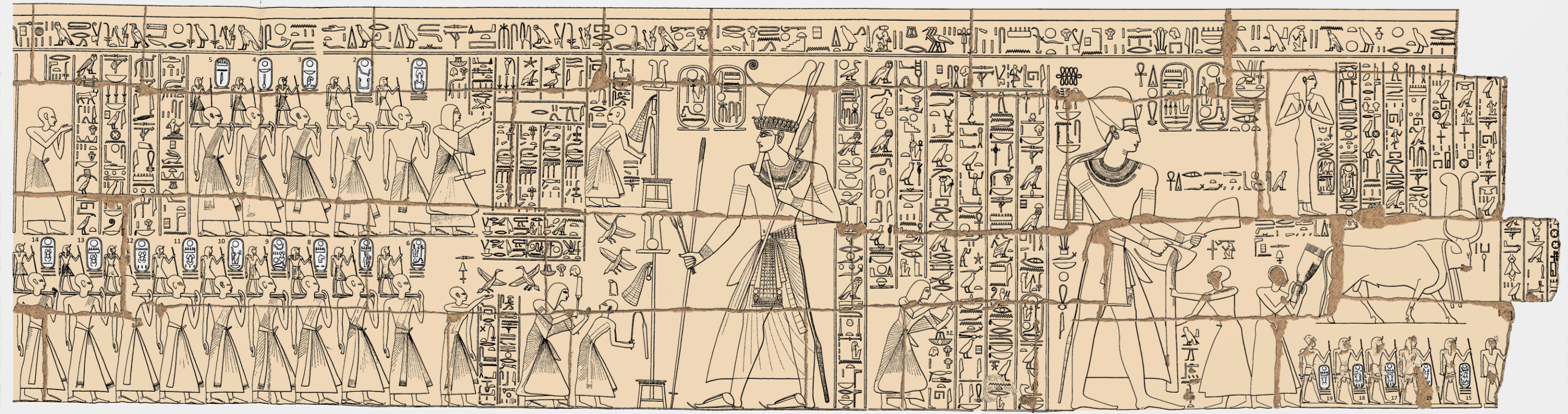
مشهد قائمة الملوك لرمسيس الثاني

## أسماء الملوك
تنقسم القائمة إلى جزأين ، أحدهما به 14 تمثالًا لملوك الأجداد تُحمل في موكب على الجانب الأيسر. الجزء الثاني هو موكب بقيادة ستة ملوك ، ولكن لم يتبق منه سوى اسم خمسة.
| الموكب الايسر | الموكب الايسر  | الموكب الايسر             | الموكب الايمن | الموكب الايمن | الموكب الايمن             |
| ------------- | -------------- | ------------------------- | ------------- | ------------- | ------------------------- |
| الرقم         | فرعون          | نقش (اسم العرش)           | الرقم         | فرعون         | نقش (اسم العرش)           |
| 1             | تحتمس الأول    | أخبير كارع                | 15            | حورمحب        | Djeserkheperure-setepenre |
| 2             | أمنحتب الأول   | جيسركار                   | 16            | أمنحتب الثالث | Nebmaatre                 |
| 3             | أحمس الأول     | Nebpehtyre                | 17            | تحتمس الرابع  | Menkheperure              |
| 4             | منتوحتب الثاني | Nebhepetre                | 18            | أمنحتب الثاني | اخبيروري                  |
| 5             | مينا           | مينى                      | 19            | تحتمس الثالث  | Menkheperre               |
| 6             | رمسيس الثاني   | Usermaatre-setepenre      |               |               |                           |
| 7             | سيتي الأول     | مينماتر                   |               |               |                           |
| 8             | رمسيس الأول    | مينبيتيري                 |               |               |                           |
| 9             | حورمحب         | Djeserkheperure-setepenre |               |               |                           |
| 10            | أمنحتب الثالث  | Nebmaatre                 |               |               |                           |
| 11            | تحتمس الرابع   | Menkheperure              |               |               |                           |
| 12            | أمنحتب الثاني  | اخبيروري                  |               |               |                           |
| 13            | تحتمس الثالث   | Menkheperre               |               |               |                           |
| 14            | تحتمس الثاني   | آخيبرينري                 |               |               |                           |

لا تزال القائمة في مكانها في السجل العلوي للصرح الغربي الثاني. قائمة ملوك معبد رمسيس الثالث اللاحقة لرمسيس الثالث متشابهة جدًا في التصميم ، لكنها تسرد تسعة فراعنة فقط.